# ميخائيل باتريك كاشن
ميخائيل باتريك كاشن هو سياسي كندي، ولد في 29 سبتمبر 1864 في Cape Broyle ‏ في كندا، وتوفي في 30 أغسطس 1926 في سانت جونز في كندا. نشط حزبياً في Newfoundland People's Party ‏. وقد انتخب Premier of Newfoundland and Labrador ‏ (22 مايو 1919 – 17 نوفمبر 1919).